# Igor Krestovski
Igor Vsevolodovitch Krestovski  (И́горь Все́володович Кресто́вский), né le 23 mai 1893 à Varsovie et mort le 20 juin 1976 à Léningrad (URSS), est un sculpteur soviétique et russe. Il est le fils du poète et critique littéraire Vsevolod Krestovski et le demi-frère de la romancière Maria Krestovskaïa.

## Biographie
Il naît en 1893 du second mariage de Vsevolod Krestovski. Il est diplômé du corps de cadets de Tachkent, puis étudie à l'institut de psychoneurologie de Pétrograd, et en 1916 change d'orientation en entrant à l'école supérieure des arts de l'Académie impériale des beaux-arts dont il est diplômé en 1924 (il étudie deux ans auprès de Hugo Salemann et pour la troisième année à l'atelier de Vsevolod Lichev).
De 1937 à 1940 et de 1948 à 1976, il enseigne à l'Institut de peinture, sculpture et architecture de Léningrad. Il travaille aussi dans la restauration d'œuvres et à la préservation des sculptures de Léningrad dès le début de la Grande Guerre patriotique. Après la guerre, il participe à la restauration de l'ensemble de Peterhof (Petrodvorets).
Il habitait à côté de l'académie des Beaux-Arts, au n° 17 (appt 26) de la 4e ligne de l'île Vassilievski.
Il meurt le 20 juin 1976 à Léningrad et est enterré au cimetière Lakhtinskoïe de Léningrad (Saint-Pétersbourg aujourd'hui).

## Œuvre
Krestovski est l'auteur de portraits sculptés et de sculptures décoratives. Il a réalisé le monument de Vassili Dokoutchaïev (installé en 1962 à Pouchkine), un buste du chirurgien Nikolaï Pirogov (installé en 1932 à Léningrad), un portrait de l'écrivain Pavel Daletski (1960), etc.

## Famille
- Père: Vsevolod Vladimirovitch Krestovski (1840-1895), poète, prosaïste et critique littéraire
- Mère: Evdokia Stepanovna Krestovskaïa, née Petrova[6],[7] (seconde épouse de V.V. Krestovski)
- Fratrie:
  - Vladimir Vsevolodovitch Krestovski (1888-1969), médecin, organisateur de la santé publique[6]
  - Vassili Vsevolodovitch Krestovski (1889-1914), peintre[6]
  - Olga Vsevolodovna Krestovskaïa (1891-1976), femme de lettres sous le nom de plume d'Olga York[6],[7]
  - Maria Krestovskaïa (demi-sœur, 1862-1910), romancière (fille de V.V. Krestovski d'un premier mariage[6]).

- Épouse: Maria Vikentievna (1892-1982)
- Enfants:
  - Iaroslav Krestovski (1925-2004), peintre.
  - Sviatoslav Igorievitch Krestovski
  - Oleg Igorievitch Krestovski (né le 6 juillet 1927[8]), hydrologue